# Música concreta
Musique concrète (do francês, literalmente, "música concreta") é um tipo de música eletrônica produzida a partir de edição de áudio unida a fragmentos de sons naturais e/ou industriais (como de baldes ou de serras elétricas, por exemplo). A música concreta engloba todos os processos que incluam a junção de partes completas ou fragmentos de sons ("les objects sonores") e que podem ser sons do ambiente e de todo tipo de ruídos até os instrumentos musicais. Esses fragmentos são primeiro gravados e modificados posteriormente num estúdio especializado. Note-se que os sons utilizados para fazer música concreta não eram em regra sons obtidos a partir de instrumentos electrónicos. Uma vez que os sons são gravados antes do processo de construção da música em si, em vez de a melodia ser escrita antes que um instrumentista possa transformá-lo em som, pode dizer-se que é o oposto do modo tradicional de composição. O estilo nasceu entre o final da década de 1940 e início da década de 1950, acompanhando os desenvolvimentos da tecnologia na área de áudio, mais proeminentemente com os microfones e a disponibilidade comercial de gravadores magnéticos, utilizados como tape loops.

## Bases

### Da música eletroacústica à música concreta
No final do século XIX, a música que se fazia até então na Europa começava a modificar-se, nomeadamente com o surgimento do atonalismo. No entanto, desde esta altura e durante toda a primeira metade do século XX, muitos foram os estilos que vieram contribuir para o surgimento da música concreta.
A Segunda Guerra Mundial, apesar do efeito devastador que teve, acabou por trazer indiretamente algumas vantagens. Uma delas foi o desenvolvimento tecnológico a vários níveis. Uma das áreas de grande desenvolvimento foi a indústria do som e das estações de rádio que, com o fim da guerra, revelaram.se determinantes no progresso da música concreta. O período que se seguiu foi de prosperidade e de crescimento económico, o que possibilitou a criação de incentivos a muitas empresas e instituições. As emissoras de rádio, por exemplo, foram apetrechadas com estúdios bem equipados e inovadores. Das novas invenções, destacam-se os microfones e os gravadores magnéticos (criados em 1939) e estes últimos possibilitaram pela primeira vez a mistura de sons. Surge assim a música eletroacústica.
O conceito de "música electroacústica", sobretudo na Europa, acaba por se difundir muito em parte pelos esforços da "Radiodiffusion Télevision Française" em Paris e pela Westdeutcher Rundfunk em Colónia. Ambos os grupos tinham uma identidade artística muito própria. O grupo do estúdio parisiense dedicou-se ao seu estilo próprio "Musique Concrète" enquanto o grupo alemão se dedicou à "elektronische Musik". As controvérsias entre estes dois grupos acabaram por se instalar já que cada tinha a sua própria concepção daquilo que era a música electroacústica.

## Como surgiu?
Pierre Schaeffer, engenheiro electrotécnico e locutor de uma rádio parisiense, iniciou as primeiras experiências no estúdio por volta de 1948-1949. As primeiras composições de Shaeffer, que incluíam a manipulação sonora por meio da variação da velocidade ou do sentido de leitura das gravações, tinham um efeito musical fraco, muitas vezes incoerente pela sua natureza fragmentária. Em 1951, cria o Grupo de Pesquisa de Música Concreta (Groupe de Recherche de Musique Concrète – GRMC) após se estabelecer na R.T.F e se associar ao compositor Pierre Henry. Surgem assim, as primeiras composições com resultados mais substanciais: Symphonie pour un homme seul e a ópera Orpheé 51, esta última utilizando aparelhos como o Morphophone e os Phonogènes, que funcionavam com gravações em fita magnética.
As diferentes opiniões entre franceses e alemães levaram Schaeffer a publicar o ensaio Esquisse d’un solfège concret que veio reafirmar e sistematizar as suas ideias no panorama de então. Mais tarde, em 1966, os seus estudos levaram-no à publicação, de Traité des objets musicaux, com base nos estudos anteriores de Esquisse d’un solfège concret. Neste trabalho, Schaeffer estabeleceu 33 critérios de classificação divididos pelas 3 dimensões fundamentais do fenómeno sonoro – o plano harmónico, o plano dinâmico e o plano melódico – que permitiam 54 000 combinações distintas. Ao tentar classificar todos os sons produzidos por objectos, dividiu as suas características em sete categorias distintas:
A textura: organização do som.
A dinâmica: descrição da intensidade das diferentes características do som;
O timbre harmónico: qualidades particulares referentes à cor dos sons;
O tipo de melodia: evolução temporal do espectro global do som, desenvolvimento da melodia;
Desenvolvimento da textura: evolução temporal das componentes estruturais internas dum som;
Análise das irregularidades do som;
Inflexão do som: análise dos vibratos do som.
Apesar dos estudos aprofundados que efectuou, Schaeffer não conseguiu mais do que meras ligações passageiras com compositores como Boulez, Messiaen, Milhaud, Varèse e Stockhausen, estes talvez desencorajados pelos resultados sonoros pouco refinados.
À medida que técnicas de processamento eletrónico se tornavam progressivamente mais aceites, os princípios da "musique concrète" acabaram por se revelarem um pouco desactualizados. Perante esta situação, Schaeffer tentou encontrar uma perspectiva mais universal - experiences musicales – o que levou à aproximação do conceito inicial de "música concreta" ao conceito de "Elektronische Musik".
Schaeffer criou algumas das peças primárias de Musique Concrète, incluindo "Étude aux chemins de fer" ("Estudo com trens"), "Étude au piano I" ("Estudo ao piano I") e "Étude aux casseroles" ("Estudo com pães franceses"). Cada uma dessas peças envolvia aumento de velocidade, looping e reversão nas gravações, que traziam sons de trens, pianos e um forno com ruídos. Schaegger também colaborou com outro pioneiro da Musique concrète, Pierre Henry. Juntos, eles criaram músicas como "Symphonie pour un homme seul" ("Sinfonia para um homem solitário").
O estilo foi assim combinado com outra forma de música eletrônica, mais sintetizada, para criar "Poème électronique" de Edgar Varèse. A obra foi executada na World's Fair em Bruxelas, Bélgica, em 1958, através de 425 alto-falantes cuidadosamente posicionados em um pavilhão especial desenvolvido por Iannis Xenakis.
A compositora fictícia Hilda Tablet, criada por Henry Reed, falou sobre sua criação da Musique concrète renforcée.
Depois da década de 1950, a musique concrète foi de certo modo substituída por outras formas de música eletrônica, mas sua influência pode ser vista na música popular através de várias bandas, incluindo os Beatles, na música Revolution 9, e Pink Floyd (mais notavelmente na música "Bike"). Por volta de 1967 e 1968, Frank Zappa compôs várias obras de musique concrète no Apostolic Studios em Nova York. O som resultante, ouvido em músicas como "The Chrome Plated Megaphone of Destiny" e "Dwarf Nebula Processional March & Dwarf Nebula", é uma série de ruídos e barulhos bizarros.
A Musique concrète tradicional (e a não-tradicional) teve seu revival nas décadas de 1980 e 1990. Artistas como Ray Buttigieg, com suas séries de experimentos "Earth Noise" e "Sound Science Series", e os Plunderphonics de John Oswald, usam sons aleatórios e intencionais, editados na forma antiga, apesar da fita magnética ter sido substituída com a tecnologia de samples.
Recentemente, a popularidade crescente da música eletrônica levou a um renascimento da Musique concrète. Artistas como Christian Fennesz, Francisco Lopez, Fluid Emotion, Ernesto Rodrigues e Scanner empregam várias técnicas do estilo em suas músicas, sendo muitos desses classificados sob genêros mais comuns da música eletrônica, como IDM ou downtempo, mas, no caso do Fluid Emotion, suas canções mesclam o concreto com a Música ambiente. Revistas de música como a The Wire regularmente publicam artigos e resenhas de musique concrète.

## Alguns compositores de música concreta
- Pierre Schaeffer;
- Pierre Henry;
- Luc-Ferrari;
- Michel Chion;
- Vladimir Ussachevsky;
- Jorge Antunes;